# Shivers (album)
Shivers – minialbum niemieckiego muzyka Aleca Empire’a, wydany w kwietniu 2007 roku w formacie CD i 15 maja 2007 roku w postaci cyfrowej przez Eat Your Heart Out. Wydanie na iTunes zawiera bonusowy koncertowy materiał nagrany w Hamburgu.

## Lista utworów
1. „Control Drug” - 3:35
2. „Shivers” - 6:05
3. „Baby Skull” - 4:44
4. „If You Live or Die” (na żywo) (feat. Robbie Furze) - 3:40
5. „Vampire State” - 4:37
6. „1000 Eyes” (Film Version) - 3:59
7. „T.O.T” - 8:51

Live at Uebel & Gefährlich, Hamburg, Germany (Live Bonus Album)
1. „ICE (As If She Could Steal a Piece of My Glamour)” - 3:59
2. „Robot L.O.V.E.” - 3:49
3. „If You Live or Die” - 3:42
4. „Down Satan Down” - 3:30
5. „No/Why/New York” - 4:08
6. „Bug on My Windshield” - 3:44
7. „New Man” - 3:47
8. „The Ride” - 4:42
9. „Addicted to You” - 3:53
10. „Kiss of Death” - 3:23
11. „On Fire” - 4:03
12. „On Fire (Finale)” - 5:09